# Губашев, Шарафий Губашевич
Шарафий Губашевич Губашев (1913—1985) — старший ветеринарный врач каракулеводческого совхоза «Таласский» Министерства совхозов СССР, Таласский район Джамбулской области, Герой Социалистического Труда (01.12.1949).

## Биография
Родился 16 апреля 1913 года в Гурьевской области, район Тениз.
Окончил Актюбинский зоотехнический ветеринарный техникум (1932). Работал главным ветеринарным врачом в совхозе «Яван».
С 1947 по 1950 года — старший, главный ветеринарный врач в каракулеводческом совхозе «Таласский».
В 1948 году совхоз сдал государству в среднем от каждой сотни овцематок по 108 ягнят к отбивке от общего числа голов на начало года в 3042 маток. Было получено 86 % смушек первого сорта. Указом Президиума Верховного Совета СССР от 1 декабря 1949 года удостоен звания Героя Социалистического Труда за «получение высокой продуктивности в животноводстве в 1948 году» с вручением ордена Ленина и золотой медали «Серп и Молот» (№ 4958).
Этим же указом званием Героя Социалистического Труда были награждены труженики совхоза «Таласский» управляющий совхозной фермой Абдыр Сагинтаев, старший зоотехник Алексей Петрович Финаев, старшие чабаны Дюсембек Айдыбеков, Иманбек Амангельдиев, Аблямат Джуманбаев, Айтете Омаров, Касым Самбетов, Айтпай Шинасылов и Ештайбек Шомышбаев.
Для каракулевых овец разработал технологию введения овцематкам СЖК (сыворотки жерёбых кобыл) — чтобы у них не было жизнеспособного приплода, что улучшало качество каракуля. Овца от такой сыворотки беременела сразу двойней или тройней, которые рождались мёртвыми или умирали на 2-3 день.
Был обвинён во вредительстве (сознательном уменьшении количества приплода) по ложному доносу и арестован, но вскоре освобождён и полностью оправдан.
- С 1950 г. директор совхоза в селе Уч-Арал.
- В 1957—1963 управляющий отделением в совхозе Байкадам (Свердловский и Меркенский районы) .
- С 1963 по 1973 год директор Джамбулского треста разведения элитных пород скота.

С 1973 года на пенсии, до 1981 года работал управляющим в областной конторе овцеводства.
Проживал в Джамбуле. Умер в 1985 году.
Награды
- Герой Социалистического Труда
- Орден Ленина
- Орден «Знак Почёта» (08.09.1945)
- Медаль «За трудовое отличие» (22.03.1966)